# Craig (Colorado)
Craig is een plaats (city) in de Amerikaanse staat Colorado, en valt bestuurlijk gezien onder Moffat County.

## Demografie
Bij de volkstelling in 2000 werd het aantal inwoners vastgesteld op 9189.
In 2006 is het aantal inwoners door het United States Census Bureau geschat op 9251, een stijging van 62 (0,7%).

## Geografie
Volgens het United States Census Bureau beslaat de plaats een oppervlakte van
12,6 km², geheel bestaande uit land. Craig ligt op ongeveer 1889 m boven zeeniveau.

## Bijzonderheid
Op de Black Mountain vlak bij Craig groeit de oudst bekende stoppelden, meer dan 2400 jaar oud.

## Plaatsen in de nabije omgeving
De onderstaande figuur toont nabijgelegen plaatsen in een straal van 64 km rond Craig.